# FCバルセロナ・アトレティック
FCバルセロナ・アトレティック（Futbol Club Barcelona Atlètic）は、FCバルセロナのリザーブチームである。2024-25シーズンはプリメーラ・フェデラシオンに所属している。

## 概要

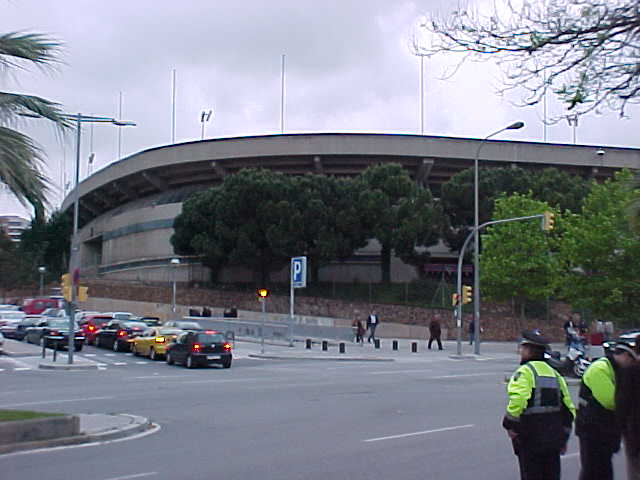
ミニ・エスタディ

FCバルセロナの下部組織（ラ・マシア）のうち、最上位に位置しており、FCバルセロナ・アトレティックの上にはトップチームしかない。ここで活躍が認められようやくトップチームに昇格することが出来る。
2007年まではFCバルセロナBという名称であり、FCバルセロナBよりも一つ下の下部組織としてFCバルセロナCが存在していた。しかし、FCバルセロナBが2006-07シーズンの結果、セグンダ・ディビシオンB（3部）からテルセーラ・ディビシオン（4部）に降格し、規定上、同一のディビシオンにFCバルセロナBとFCバルセロナCが存在できないことから、FCバルセロナCが消滅している。また、この時にFCバルセロナBよりFCバルセロナ・アトレティックに名称を変更した。選手を育成しトップチームへ輩出することがチームの目的であるとの理由から、2010-11シーズンよりFCバルセロナBへと再び名称を変更した。
なお、テルセーラ・ディビシオン所属となった2007-08シーズンであったが、後にトップチーム監督となるジョゼップ・グアルディオラ監督のもとで健闘し、セグンダ・ディビシオンBへの再昇格を果たした。また、2009-10シーズンには、同じく後にトップチーム監督となるルイス・エンリケ監督のもとで好成績を収め、セグンダ・ディビシオンに昇格している。そして、昇格1シーズン目の2010-11シーズンは本来ならばプリメーラ・ディビシオンへの昇格プレーオフの参加資格がある（トップチームと同一カテゴリーに所属できない規定により、プレーオフに参加はしていない）3位に入り、プリメーラ・ディビシオンのクラブに匹敵する実力があることを示した。
2017年6月25日、ラシン・サンタンデールとのプレーオフで2戦合計4-1と勝利し、3年ぶりのセグンダ・ディビシオン昇格を果たした。
2022-23シーズンから再び、FCバルセロナBからFCバルセロナ・アトレティック（Futbol Club Barcelona Atlètic）に名称を変更することとなった。

## タイトル
- セグンダ・ディビシオン B 優勝：5回

1981-82, 1990-91, 1997-98, 2001-02, 2016-17
- テルセーラ・ディビシオン 優勝：2回

1973-74, 2007-08

## 過去の成績
| シーズン | 部 | ディビジョン | 順位 | コパ・デル・レイ |
| -------- | -- | ------------ | ---- | ---------------- |
| 1970-71  | 3  | テルセーラ   | 4位  | 1回戦敗退        |
| 1971-72  | 3  | テルセーラ   | 19位 | 2回戦敗退        |
| 1972-73  | 4  | 州1部        | 1位  |                  |
| 1973-74  | 3  | テルセーラ   | 1位  | 1回戦敗退        |
| 1974-75  | 2  | セグンダ     | 10位 | ベスト16         |
| 1975-76  | 2  | セグンダ     | 6位  | 1回戦敗退        |
| 1976-77  | 2  | セグンダ     | 20位 | 2回戦敗退        |
| 1977-78  | 3  | セグンダB    | 5位  | 1回戦敗退        |
| 1978-79  | 3  | セグンダB    | 4位  |                  |
| 1979-80  | 3  | セグンダB    | 14位 | 2回戦敗退        |
| 1980-81  | 3  | セグンダB    | 3位  |                  |
| 1981-82  | 3  | セグンダB    | 1位  | 3回戦敗退        |
| 1982-83  | 2  | セグンダ     | 11位 | 3回戦敗退        |
| 1983-84  | 2  | セグンダ     | 7位  | ベスト16         |
| 1984-85  | 2  | セグンダ     | 9位  | 3回戦敗退        |
| 1985-86  | 2  | セグンダ     | 13位 | 1回戦敗退        |
| 1986-87  | 2  | セグンダ     | 13位 | 3回戦敗退        |
| 1987-88  | 2  | セグンダ     | 8位  | ベスト32         |
| 1988-89  | 2  | セグンダ     | 17位 | 3回戦敗退        |
| 1989-90  | 3  | セグンダB    | 2位  | 2回戦敗退        |

| シーズン | 部 | ディビジョン   | 順位 |
| -------- | -- | -------------- | ---- |
| 1990-91  | 3  | セグンダB      | 1位  |
| 1991-92  | 2  | セグンダ       | 6位  |
| 1992-93  | 2  | セグンダ       | 8位  |
| 1993-94  | 2  | セグンダ       | 8位  |
| 1994-95  | 2  | セグンダ       | 6位  |
| 1995-96  | 2  | セグンダ       | 14位 |
| 1996-97  | 2  | セグンダ       | 19位 |
| 1997-98  | 3  | セグンダ       | 1位  |
| 1998-99  | 2  | セグンダ       | 20位 |
| 1999-00  | 3  | セグンダB      | 11位 |
| 2000-01  | 3  | セグンダB      | 9位  |
| 2001-02  | 3  | セグンダB      | 1位  |
| 2002-03  | 3  | セグンダB      | 2位  |
| 2003-04  | 3  | セグンダB      | 8位  |
| 2004-05  | 3  | セグンダB      | 11位 |
| 2005-06  | 3  | セグンダB      | 6位  |
| 2006-07  | 3  | セグンダB      | 19位 |
| 2007-08  | 4  | テルセーラ     | 1位  |
| 2008-09  | 3  | セグンダB      | 5位  |
| 2009-10  | 3  | セグンダB      | 2位  |
| 2010-11  | 2  | セグンダ       | 3位  |
| 2011-12  | 2  | セグンダ       | 8位  |
| 2012-13  | 2  | セグンダ       | 9位  |
| 2013-14  | 2  | セグンダ       | 3位  |
| 2014-15  | 2  | セグンダ       | 22位 |
| 2015-16  | 3  | セグンダB      | 10位 |
| 2016-17  | 3  | セグンダB      | 1位  |
| 2017-18  | 2  | セグンダ       | 20位 |
| 2018-19  | 3  | セグンダB      | 8位  |
| 2019-20  | 3  | セグンダB      | 2位  |
| 2020-21  | 3  | セグンダB      | 2位  |
| 2021-22  | 3  | プリメーラRFEF | 9位  |
| 2022-23  | 3  | 連盟1部        | 4位  |
| 2023-24  | 3  | 連盟1部        | 3位  |
| 2024-25  | 3  | 連盟1部        |      |

- セグンダ・ディビシオン - 23シーズン
- セグンダ・ディビシオンB - 23シーズン
- プリメーラ・フェデラシオン - 4シーズン
- テルセーラ・ディビシオン - 4シーズン
- 地域リーグ - 1シーズン

## 現所属メンバー
2024年8月1日現在
注：選手の国籍表記はFIFAの定めた代表資格ルールに基づく。
| No. | Pos. |          | 選手名                 |
| --- | ---- | -------- | ---------------------- |
| 1   | GK   | スペイン | アンデル・アストララガ |
| 2   | DF   | スペイン | トリーリ               |
| 3   | DF   | スペイン | ジェラルド・マルティン |
| 4   | DF   | セネガル | ムバッケ               |
| 5   | DF   | スペイン | セルジ・ドミンゲス     |
| 7   | FW   | スペイン | アンヘル・アラルコン   |
| 9   | FW   | スペイン | ディエゴ・パルカン     |
| 10  | MF   | スペイン | アレイクス・ガリード   |
| 16  | DF   | スペイン | エドゥ・サンチェス     |
| 18  | FW   | イタリア | ポチョ                 |

| No. | Pos. |                  | 選手名               |
| --- | ---- | ---------------- | -------------------- |
| 20  | MF   | スペイン         | ウナイ・エルナンデス |
| 21  | MF   | ドイツ           | ノア・ダルヴィッチ   |
| 22  | MF   | スペイン         | ビエル・ビセンス     |
| 24  | GK   | アメリカ合衆国   | ディエゴ・コチェン   |
| 25  | GK   | アゼルバイジャン | エルダール・タギザデ |
| 26  | MF   | スペイン         | パウ・プリム         |
| 27  | MF   | スペイン         | マルク・ベルナウ     |
| 30  | FW   | スペイン         | ダニ・ロドリゲス     |
| 34  | DF   | スペイン         | アレクシス・オルメド |

※括弧内の国旗はその他保有国籍、もしくは市民権、★はEU圏外選手を示す。

### ローン移籍
in
注：選手の国籍表記はFIFAの定めた代表資格ルールに基づく。
| No. | Pos. |  | 選手名 |
| --- | ---- |  | ------ |

| No. | Pos. |  | 選手名 |
| --- | ---- |  | ------ |

out
注：選手の国籍表記はFIFAの定めた代表資格ルールに基づく。
| No. | Pos. |  | 選手名 |
| --- | ---- |  | ------ |

| No. | Pos. |  | 選手名 |
| --- | ---- |  | ------ |

## 歴代監督
- ラウレアーノ・ルイス 1976-1978
- ジョアン・セガーラ 1979-1980
- カルロス・レシャック 1981-1987
- ファンデ・ラモス 1996-1997
- ジョゼップ・グアルディオラ 2007-2008
- ルイス・エンリケ 2008-2011
- エウセビオ・サクリスタン 2011-2015
- ジョルディ・ビニャルス 2015
- ジェラール・ロペス 2015-2018
- ガルシア・ピミエンタ 2018-2021
- セルジ・バルフアン 2021-2022
- ラファエル・マルケス 2022-2024
- アルバート・サンチェス（英語版） 2024-

## 歴代所属選手

### GK
- カルレス・ブスケ・バロッソ 1988-1990
- ペペ・レイナ 1999-2001
- アルベルト・ジョルケラ 1999-2000
- ビクトル・バルデス 2000-2003
- ルーベン・マルティネス 2002-2004
- オイエル・オラサバル 2007-2013
- ジョルディ・マシップ 2008-2014
- イニャキ・ペーニャ 2018-2022

### DF
- アントニオ・オルモ 1971-1976
- アルベルト・フェレール 1988-1990
- セルジ 1992-1993
- キケ・アルバレス 1994-1997
- クベンガ・オクノウォ 1997-1998
- カルレス・プジョル 1996-1999
- ペーニャ 2000-2004
- オレゲール・プレサス 2001-2004
- ジェラール・ピケ 2001-2004
- ダミア 2003-2004
- ロドリ 2004-2005
- ダビド・コルコレス 2007-2009
- マルク・バリエンテ 2006-2008
- アルベルト・ボティア 2006-2009
- ビクトル・エスパサンディン 2007-2010
- ホセ・アントニオ・ソラーノ 2008-2009
- アンドレウ・フォンタス 2008-2011
- マルティン・モントヤ 2009-2012
- マルク・バルトラ 2009-2010

- マルク・ムニエッサ 2009-2012
- カルレス・プラナス 2010-2014
- セルジ・ゴメス 2010-2014
- アレハンドロ・グリマルド 2011-2016
- イバン・バジウ 2011-2013
- フランク・バニャック 2012-2016
- シャビ・キンティージャ 2015-2017
- ロドリゴ・タリン 2015-2018
- セルジ・パレンシア 2015-2019
- エンリク・フランケサ2016-2017
- マルク・ククレジャ 2016-2018
- フアン・ミランダ 2017-2018
- ホルヘ・クエンカ 2017-2020
- チュミ 2018-2020
- オスカル・ミンゲサ 2018-2021
- ムサ・ワゲ 2018-2019
- ロナルド・アラウホ 2018-2020
- セルヒオ・アキエメ 2019-2021

### MF
- テンテ・サンチェス 1975-1976
- ジョゼップ・グアルディオラ 1984-1990
- ナイム 1985-1987
- ギジェルモ・アモール 1986-1988
- ジョルディ・クライフ 1992-1995
- アルベルト・セラーデス 1993-1995
- イバン・デ・ラ・ペーニャ 1993-1996
- フランシスコ・ルフェテ 1995-1997
- ジェラール・ロペス 1996-1997
- ミケル・アルテタ 1997-2000
- シャビ・エルナンデス 1997-1998
- ガブリ 1997-1999
- ルイス・ガルシア 1997-1999
- モハ 1999-2001
- ティアゴ・モッタ 1999-2001
- アンドレス・イニエスタ 2000-2002
- セスク・ファブレガス 2002-2003
- フラン・メリダ 2004-2005
- ジョアン・ベルドゥ 2004-2006
- マルク・クロサス 2006-2008
- トニ・カルボ 2006-2007
- セルヒオ・ブスケツ 2007-2008
- ビクトール・サンチェス 2007-2009
- ホセ・マヌエル・ルエダ 2007-2010
- ティアゴ・アルカンタラ 2008-2011

- ミゲル・アンヘル・ルケ 2009-2010
- オリオール・ロメウ 2009-2011
- ジョナタン・ドス・サントス2009-2012
- セルジ・ロベルト 2009-2013
- マルティ・リベロラ・バタレル 2009-2012
- ハビエル・エスピノサ 2010-2014
- ラフィーニャ 2011-2013
- フランシスコ・フェメニア 2011-2013
- ジョアン・アンヘル・ロマン 2012-2015
- パトリシオ・ガバロン 2012-2015
- デニス・スアレス・フェルナンデス 2013-2014
- ダビド・バブンスキ 2013-2016
- セルジ・サンペール 2013-2016
- ジェラール・グンバウ 2014-2017
- カルレス・アレニャ 2015-2018
- 白昇浩 2016-2017
- オリオル・ブスケツ 2017-2021
- モンチュ 2017-2020
- リキ・プッチ 2018-2020
- イライクス・モリバ 2019-2021
- ニコ・ゴンサレス 2019-2022

### FW
- カルロス・レシャック 1965-1967
- フアン・カルロス・ロホ 1978-1983
- パコ・クロス 1980-1983
- トーマス・クリスチャンセン 1991-1996
- アルベルト・ルケ 1996-1997
- ゴラン・ドルリッチ 1997
- ハルナ・ババンギダ 1999-2001
- セルヒオ・ガルシア 2002-2003
- リオネル・メッシ 2003-2004
- クリスティアン 2003-2006
- ハビート 2003-2005
- サンチャゴ・フェルナンデス 2004-2005
- オリオール・リエラ 2004-2006
- ジョバニ・ドス・サントス 2005-2007
- ルシアーノ・ベッキオ 2006-2007
- ボージャン・クルキッチ 2006-2007
- ジェフレン・スアレス 2006-2009
- タエル・バワブ 2007
- イアゴ・ファルケ 2007-2008
- ペドロ・ロドリゲス 2007-2009
- ガイ・アスリン 2007-2010

- ビクトール・バスケス 2006-2011
- イリエ・サンチェス・ファレス 2009-2014
- エドゥ・オリオール 2009-2011
- ホナタン・ソリアーノ 2009-2012
- ジェラール・デウロフェウ 2010-2012
- イサック・クエンカ 2010-2012
- クリスティアン・テージョ 2010-2012
- ジャン・マリー・ドングー 2012-2016
- アダマ・トラオレ 2013-2015
- アントニオ・サナブリア 2013
- サンドロ・ラミレス 2013-2015
- ムニル・エル・ハダディ 2014-2015
- アイトール・カンタラピエドラ 2015-2016
- カルレス・ペレス 2015-2020
- アベル・ルイス 2017-2020
- アレックス・コリャード 2018-2021
- 安部裕葵 2019-2023
- コンラッド・デ・ラ・フエンテ 2019-2021